# 넓적다리 (닭고기)

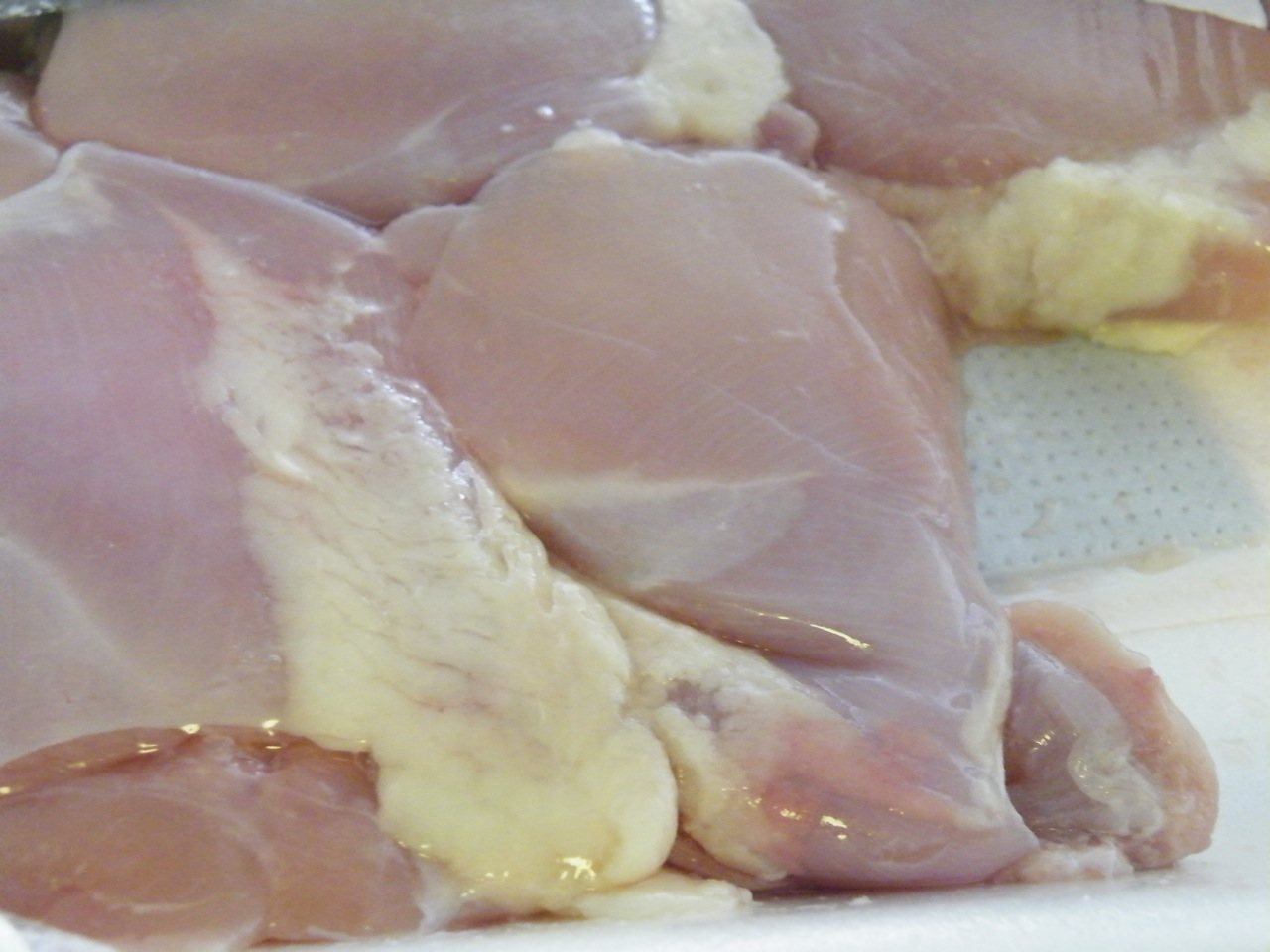
넓적다리

넓적다리는 닭고기 부위이다. 북채와 함께 닭다리를 이룬다.

## 같이 보기
- 닭가슴살
- 북채